# Municipio Entre Ríos (Tarija)
Das Municipio Entre Ríos (auch: La Moreta) liegt im Departamento Tarija im südamerikanischen Anden-Staat Bolivien.

## Lage im Nahraum
Das Municipio Entre Ríos ist das einzige Municipio der Provinz Burnet O’Connor. Es grenzt im Norden an das Departamento Chuquisaca, im Nordwesten an die Provinz Eustaquio Méndez, im Westen an die Provinz Cercado, im Südwesten an die Provinz Aniceto Arce und im Süden und Osten an die Provinz Gran Chaco.
Das Municipio Entre Ríos umfasst insgesamt 134 Ortschaften, der zentrale Ort des Municipios ist die Landstadt Entre Ríos mit 4044 Einwohnern (Volkszählung 2012) im zentralen Teil des Municipios.

## Geographie
Das Municipio Entre Ríos liegt in der östlichen Anden-Kordillere im Übergangsgebiet zwischen dem bolivianischen Altiplano und dem dünn besiedelten Gran Chaco im Tiefland. Das Klima ist subtropisch und durch einen deutlichen Gegensatz zwischen Trockenzeit und Regenzeit gekennzeichnet.
Die jährliche Niederschlagssumme beträgt 800 mm (siehe Klimadiagramm), die Monate Mai bis Oktober sind arid mit Monatsniederschlägen von weniger als 15 mm, die Sommermonate von Dezember bis März weisen Monatswerte zwischen 100 und 160 mm auf. Die durchschnittliche Jahrestemperatur für Entre Ríos beträgt 21,5 °C die Monatstemperaturen schwanken zwischen 16 °C im Juni und 25 °C im Januar.

## Bevölkerung
Die Einwohnerzahl des Municipio Entre Ríos ist zwischen 1992 und 2024 um etwa ein Fünftel angestiegen:
| Jahr | Einwohner | Quelle       |
| ---- | --------- | ------------ |
| 1992 | 17.763    | Volkszählung |
| 2001 | 19.339    | Volkszählung |
| 2012 | 21.378    | Volkszählung |
| 2024 | 20.846    | Volkszählung |

Die Bevölkerungsdichte des Municipio bei der letzten Volkszählung von 2024 betrug 3,4 Einwohner/km², der Anteil der städtischen Bevölkerung lag bei 12,5 Prozent. Die Lebenserwartung der Neugeborenen lag im Jahr 2001 bei 62,7 Jahren.
Der Alphabetisierungsgrad bei den über 19-Jährigen beträgt 73 Prozent, und zwar 82 Prozent bei Männern und 62 Prozent bei Frauen (2001).

## Politik
Ergebnis der Regionalwahlen (concejales del municipio) vom 4. April 2010:
| Wahl- berechtigte |  | Wahl- beteiligung | gültige Stimmen |  | ARO    | MAS-IPSP | APG-IG |
| ----------------- |  | ----------------- | --------------- |  | ------ | -------- | ------ |
| 9.833             |  | 8.432             | 6.884           |  | 3.109  | 2.571    | 1.204  |
|                   |  | 85,8 %            | 81,6 %          |  | 45,2 % | 37,3 %   | 17,5 % |

Ergebnis der Regionalwahlen (elecciones de autoridades políticas) vom 7. März 2021:
| Wahl- berechtigte |  | Wahl- beteiligung | gültige Stimmen |  | UNIDOS POR TARIJA | MAS-IPSP | COMUNIDAD POR TODOS | ISA    | MTS    |
| ----------------- |  | ----------------- | --------------- |  | ----------------- | -------- | ------------------- | ------ | ------ |
| 14.101            |  | 12.432            | 11.272          |  | 4.998             | 4.839    | 899                 | 354    | 105    |
|                   |  | 88,16 %           | 90,67 %         |  | 44,34 %           | 42,93 %  | 7,98 %              | 3,14 % | 0,93 % |

## Gliederung
Das Municipio unterteilt sich in die folgenden elf Kantone (cantones):
- 06-0601-01 Kanton Entre Ríos – 17 Ortschaften – 6.678 Einwohner
- 06-0601-02 Kanton Salinas – 3 Ortschaften – 444 Einwohner
- 06-0601-03 Kanton San Diego – 14 Ortschaften – 1.750 Einwohner
- 06-0601-04 Kanton Chimeo – 10 Ortschaften – 2.306 Einwohner
- 06-0601-05 Kanton Suaruro – 18 Ortschaften – 733 Einwohner
- 06-0601-06 Kanton Chiquiaca – 10 Ortschaften – 1.552 Einwohner
- 06-0601-07 Kanton Huayco – 12 Ortschaften – 1.877 Einwohner
- 06-0601-08 Kanton Ipaguazu – 5 Ortschaften – 458 Einwohner
- 06-0601-09 Kanton La Cueva – 8 Ortschaften – 1.059 Einwohner
- 06-0601-10 Kanton Narváez – 6 Ortschaften – 746 Einwohner
- 06-0601-11 Kanton Tapurayo – 31 Ortschaften – 3.775 Einwohner

## Ortschaften im Municipio Entre Ríos
- Kanton Entre Ríos
  - Entre Ríos 4044 Einw. – El Pajonal 328 Einw. – Los Naranjos 311 Einw. – Sereré Norte 129 Einw.

- Kanton Salinas
  - Salinas 444 Einw.

- Kanton San Diego
  - San Diego Norte 416 Einw.

- Kanton Chimeo
  - Palos Blancos 916 Einw. – Puerto Margarita 383 Einw.

- Kanton Suaruro
  - Suaruro 202 Einw.

- Kanton Chiquiaca
  - Chiquiaca Centro 373 Einw. – Vallecito Los Lapachos 299 Einw. – Chiquiaca Norte 290 Einw. – Saykan 142 Einw.

- Kanton Huayco
  - San Josecito 532 Einw. – El Tunal 399 Einw.

- Kanton Ipaguazu
  - Alto Ipaguazu 103 Einw.

- Kanton La Cueva
  - Pucará 455 Einw.

- Kanton Narváez
  - Narváez 507 Einw. – Canaletas 205 Einw.

- Kanton Tapurayo
  - Potrerillos 584 Einw. – Ñaurenda 407 Einw. – Timboy 406 Einw. – Suarurito 305 Einw.